# Antikvár könyvkereskedelem
Az antikvár könyvkereskedelem régi vagy használt kiadványok – könyvek, térképek, metszetek, ősnyomtatványok, kisnyomtatványok, kéziratok, zeneművek stb. – vételére és eladására specializálódott kereskedelmi ág. Az ezek eladására szakosodott kereskedés megnevezése antikvárium (a kereskedő antikvárius), de a magyar nyelv antikvárium szava gyakran jelöli általánosan is a régiségkereskedést. Az antikvár szó a latin antiqua szóból ered, amelynek jelentése: ’régi’.
A nyomással (nyomtatással) eszközölt jelírás története egészen Mezopotámiáig tekint vissza. Itt használtak először pecséthengereket, illetve ezen alapszik a billog, a bélyegző alkalmazása is. Kezdetben csak egylapos nyomtatványok – szentképek, búcsúlevelek, kártyák – készültek táblanyomásos eljárással, majd rövidebb-hosszabb szövegeket tartalmazó könyvek is. A táblanyomásos, más néven dúckönyvek 1430 táján kezdenek felbukkanni, ezek leginkább vallásos munkák. Kínában azonban még ennél is jellegzetesebb eljárást figyelhetünk meg. Pi Seng mester 1040 táján agyagból szójeleket formált, majd kiégette azokat. Az így elkészült jeleket gyantába áztatta, és így nyomtatott velük. A könyvnyomtatás azonban akkoriban még nem terjedt el a kínai írásjegyek bonyolultsága és hatalmas száma miatt.

## Ősnyomtatványok és a magyar nyomdászat kezdetei
Az ősnyomtatvány kategóriájába általában véve a könyvnyomtatás feltalálásától, azaz 1450-től az 1500. december 31-ig nyomtatott könyvek tartoznak. Ez a meghatározás az egész világon elfogadott. Egyes magyar bibliográfusok korábban az 1711-ig Magyarországon megjelent könyveket „magyar ősnyomtatványoknak” tekintették. Ennek elsődleges oka az volt, hogy az itthon 1500-ig megjelent nyomtatványok száma csekély. Az 1711-ig, a Rákóczi-szabadságharc végéig tartó kormeghatározás kigondolója Szabó Károly bibliográfus volt, aki háromkötetes bibliográfiájában a magyar könyvészet alapjait fektette le. Az első kötetben a Magyarországon 1711-ig megjelent magyar nyelvű nyomtatványokat sorolta fel, a másodikban a Magyarországon 1911-ig megjelent idegen nyelvű nyomtatványokat, a harmadikban a külföldön megjelent, ám magyar szerző által írottakat. A munka bővítése mind a mai napig folyik, az első két kötet modern kiadása az RMNY (Régi Magyarországi Nyomtatványok, amely 2008-ban az 1636-os évnél tartott), a harmadikhoz több kiegészítés, illetve pótkötet jelent meg.

## Antikvár könyvkereskedelem általában

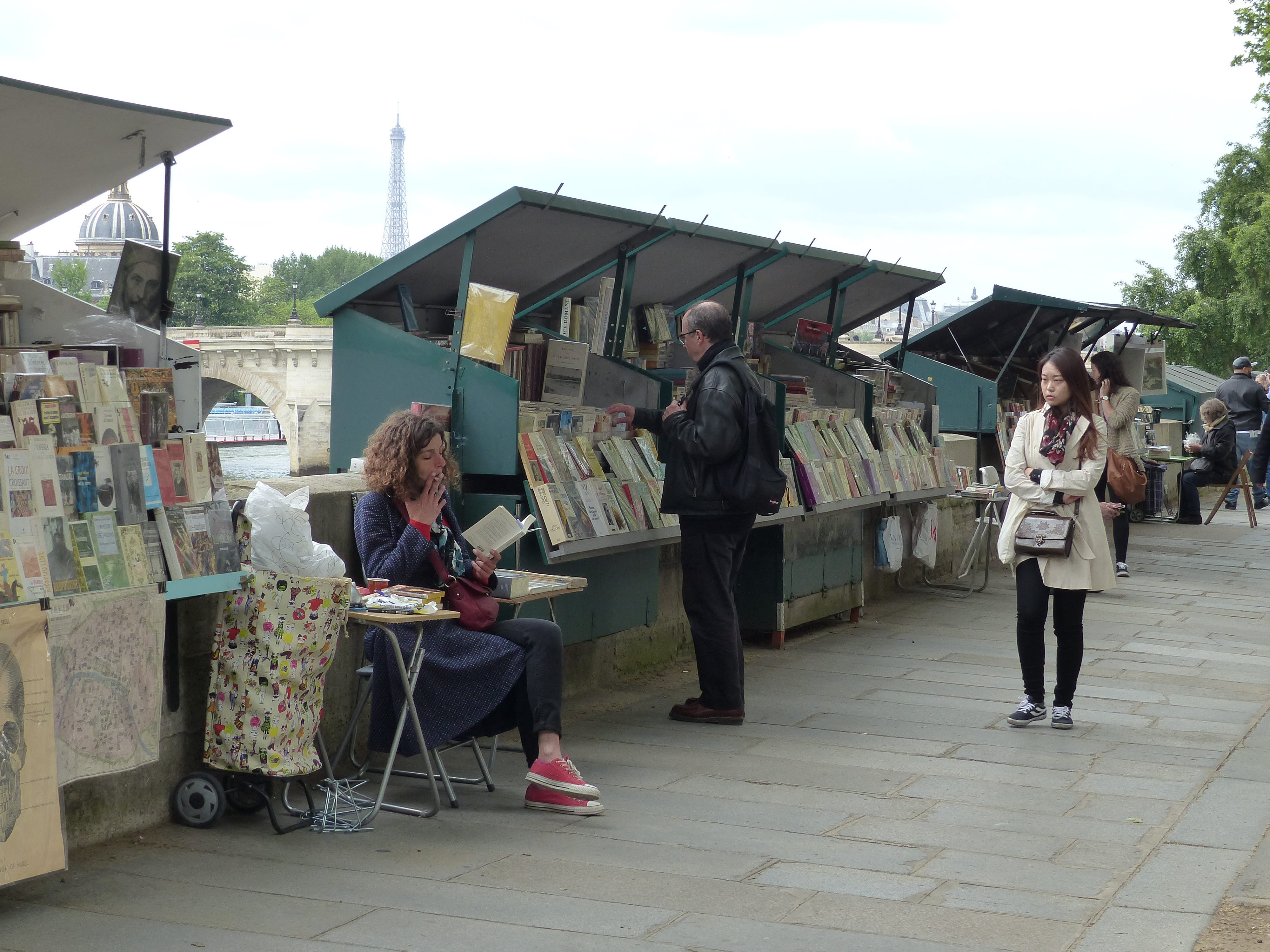
Könyvkereskedő a Szajna parton

A régi könyvekkel való kereskedéshez komoly segítséget nyújtanak a bibliográfusok kézikönyvei, amelyek segítséget nyújtanak a kereskedőknek a felbukkanó kötetek pontos meghatározásában, kollációjában. Az antikvár üzleteknek, így az antikvár könyvkereskedelemnek is különböző szakágazatai léteznek, de ezek közt éles határvonal nem húzható, a gyakorlatban csaknem minden antikvárium mindenféle könyvvel foglalkozik. Szakosodás inkább csak a régi rajzok, metszetek területén van, néhány üzlet kifejezetten erre specializálódott, de könyvekkel való átfedés itt is tapasztalható: ezek a galériák is foglalkoznak alkalmanként fametszetekkel és linóleummetszetekkel, rézkarccal, kőnyomásos technikával készült művekkel (litográfia) stb. illusztrált kötetek forgalmazásával.
A használt kiadványok és kéziratok kereskedelmének igénye az európai egyetemek középkori alapításáig nyúlik vissza, amelynek a könyvnyomtatás megjelenése ugrásszerű lendületet adott. Az első évszázadokban az antikváriumokat elsősorban az egyetemi diákság kereste fel, a 18. századtól azonban egyre nagyobb keresletet generált a bibliofilmozgalom, a mind szélesebb körben dívó régikönyv-gyűjtés.
Magyarországon az első antikváriumot Meissner Ferenc nyitotta meg Budán 1796-ban. A 19. század nagy antikváriusának, Ivanics Zsigmondnak Pesten, Budán és Bécsben egyaránt volt könyvkereskedése. További híres magyar antikváriusok – gyakran könyvkiadók – voltak a 19. században Magyar Mihály, Horovitz Fülöp, Dobrovszky Ágost, Révai Leó, a 20. században Langer Mór, Ranschburg Gusztáv, Lantos Adolf, Stemmer Ödön, Kőműves Imre, Birkás Endre és mások.

## Az Egyesült Államok antikvár könyvkereskedelme
Az Egyesült Államokban igazán csak a 20. század elejétől beszélhetünk antikvár könyvkereskedelemről. Ekkor jelent meg az első olyan bibliográfia is, mely az USA-ban található ősnyomtatványokat gyűjti össze (Census of fifteenth century books owned in America). Fontos lépés volt 1949-ben az Amerikai Antikvár Könyvkereskedők Egyesületének (Antiquarian Booksellers Association of America) megalakulása. Ennek köszönhetően a kereskedők munkája egységesebb lett és a szakmán belüli összefogás is létrejött. Általánosan elfogadottá vált az "antiquarian bookseller" kifejezés. 1961-ben New Yorkban megrendezték az első antikvár vásárt. Itt az antikváriusok bemutathatták áruikat széles körben is. Nagy tömegeket vonzanak a könyvaukciók is. A 18. században még csak ötszázat rendeztek, míg a következő évszázadban már négyezret. A II. világháború utáni években főként az árverések voltak jellemzőek a kereskedelemben. A világháborút követő évek másik jelensége, hogy Amerika is az európai régi könyvek exportőre lett, míg az ezt megelőző években ez a típusú könyvkereskedelem kizárólag Európából történt. 1950 körül a helyzet kezdett megváltozni: az európai nemzetek elkezdték repatriálni a könyveiket, s ezzel egyidőben Japán mint konkurencia jelent meg. Ez a tendencia máig tart.

## Az internet hatása
Az Internet hatásának kimutatására az AB Bookman's Weekly 1982. és 1992, októberi számában megjelent angol nyelvű könyvekre vonatkozó adás-vételi hirdetésekről készítettek egy felmérést. A közölt könyvek megjelenési ideje többnyire a 20. századi kiadványokra vonatkozik. 2004-ben lefolytatott keresések kimutatják, hogy az árak jelentősen csökkentek, ennek aránya (az inflációt is beleszámítva) 40-60%. Megjelenést tekintve, főleg a 19. századi könyvek ára csökkent (60%) a 20. századi könyvekkel szemben (kb. 50%). Tematika szerint észrevehető volt a humán tematikájú könyvek iránti érdeklődés nagy mértékű csökkenése (60%), a más tematikájú könyvek csökkenésével (35-40%) szemben.
A könyvtárak az internetes antikvár könyvvásárlás révén gyorsan és előnyösen hozhatnak létre új profilú gyűjteményrészeket, továbbá pótolhatják a valamilyen okból elveszett/elhasználódott példányokat.